# Devil May Cry 5
Devil May Cry 5 — компьютерная игра в жанре слэшер, разработанная и изданная японской компанией Capcom. Пятая игра основной оригинальной серии Devil May Cry и шестая часть франшизы. Игра была анонсирована в июне 2018 года на конференции E3 2018. Выход игры состоялся 8 марта 2019 года на платформах PlayStation 4, Xbox One и Windows.

## Игровой процесс
Данте и Неро возвращаются в качестве игровых персонажей. Всего будет три персонажа со своим собственным стилем ведения боя в разрушаемом окружении. Сам геймплей претерпел мало изменений, по сравнению с предыдущими играми серии — игроку так же, как и раньше, придётся быстро и «стильно» расправляться с врагами. Сражение осуществляется с помощью вариативного набора оружия ближнего и дальнего боя из-за чего игрок получает определённый «уровень стиля», который зависит от многих факторов; типа разнообразия использованных приемов, длины самой комбинации ударов или уклонения от атак. Музыкальное сопровождение также будет зависеть от эффективности игрока в бою.

## Сюжет
Действия происходят спустя несколько лет после четвёртой части в городе Ред Грейв.
Игра начинается с того, что охотник на демонов Неро идёт на битву с демоном по имени Уризен после того, как тот оторвал его демоническую руку, в которой находился меч Ямато. Отправляясь в город Ред Грейв, он находит демоническое дерево под названием Клипот, которое убивает людей и высасывает их кровь. Тем временем Данте вместе с Леди и Триш противостоят Уризену, но, наделённый силой Клипота, он побеждает их и подоспевшего Неро. Однако Данте удаётся спасти последнего, хоть сам он и был побеждён Уризеном и изгнан из Клипота. Его союзники Леди и Триш были захвачены в плен, чтобы использовать их в качестве демонов. Загадочный клиент агентства «Devil May Cry» Ви убеждает побеждённого Неро бежать. Через некоторое время Неро возвращается в Ред Грейв, вооружённый протезом «Бич Дьявола», сделанным его подругой и оружейником Нико. По ходу игры, Неро встречается с Ви, который раскрывает планы Уризена. Тот хочет съесть плод Клипота, созданный из человеческой крови (Когда-то этот плод съел Мундус, чтобы стать властелином Мира Демонов) и способный даровать съевшему его всемогущую силу. Вскоре команда решает разделиться. Неро спасает Леди, в то время как Ви находит дьявольский меч Спарда вместе с Данте, находящимся в коме, чьё присутствие было скрыто мечом. Очнувшись от комы, Данте спасает Триш и начинает свой путь к Уризену. В это время Триш узнаёт от Ви, что Уризен на самом деле является демонической стороной брата Данте Вергилия, который использовал силу своего меча Ямато, чтобы разделить свою демоническую и человеческую половины — последняя и есть Ви, чьё тело разрушается из-за долгого отделения от своего демонического начала. Вскоре Данте, задаваясь вопросом, какие скрытые свойства имеет его сломанный после боя с Уризеном меч Мятежник, решает проверить это на себе и протыкает себя остатком меча, тем самым поглощая его и меч Спарду в себя, открывая новые силы, достаточные, чтобы на равных соперничать с Уризеном и создавая себе новое оружие — «дьявольский меч Данте».
Тем временем Неро снова пытается противостоять Уризену и снова терпит поражение, но Данте спасает его и побеждает Уризена. Уризен уходит, когда Клипот приносит долгожданный плод, после чего Уризен съедает его, чтобы обрести мощь. В то время как Данте сражается с Уризеном, Неро спасает Ви от демона и узнаёт от него об истории Данте и Вергилия. Неро и Ви достигают Данте тогда, когда он побеждает Уризена, но умирающий Ви вмешивается и сливается с Уризеном, прежде чем Данте смог его убить, и тем самым Вергилий восстанавливается в свою первоначальную форму, став сильнее, чем когда-либо прежде. Данте тут же нападает на брата, но Вергилий парирует все атаки Данте, и, отметив, что Данте ослабел после схватки с Уризеном, советует ему исцелиться и отдохнуть, прежде чем они уладят все свои дела, после чего Вергилий открывает портал на вершину Клипота и благодарит Неро за то, что он помогал Ви. Неро настаивает на том, чтобы пойти за Вергилием вместе с Данте, но Данте рассказывает Неро, что он — сын Вергилия, аргументировав это заявление тем, как меч Ямато отреагировал на юношу во время событий в городе Фортуна, где они впервые встретились, и отказывается позволить Неро стать отцеубийцей. Вергилий на вершине Клипота подвергает сомнению все свои прошлые решения, задаваясь вопросом: если бы в тот день, когда погибла их мать, всё было наоборот, жил бы Данте жизнью Вергилия, а Вергилий жизнью Данте. Затем он создаёт себе трон и терпеливо ждёт брата. Данте тем временем по пути сталкивается с фамильярами Ви — раскрытыми как воплощенные воспоминания о времени Вергилия как раба Мундуса — Нело Анджело. Данте их всех побеждает.
Добравшись до Вергилия, Данте требует у него отдать Ямато, чтобы закрыть портал и покончить с угрозой Клипота. Но, как и предполагал Данте, Вергилий сказал, что если он хочет получить Ямато, то ему придётся забрать его силой. Братья начали бой, но на этот раз у них полный паритет. Вергилий во время боя узнаёт от Данте, что Неро — его сын, после чего они приготовились уничтожить друг друга. В это время Неро звонит Кирие и после разговора с ней решает не позволить своим родственникам умереть, полностью пробуждая свои демонические силы и восстанавливая свою руку (в человеческом виде). Вмешавшись в их борьбу и остановив их прежде чем они убили друг друга, Неро клянётся раз и навсегда положить конец соперничеству братьев, после чего Вергилий вызывает своего сына на поединок. Неро побеждает своего отца, ослабленного сражением с Данте, и Вергилий остался впечатлён этим. Братья решают отправиться в одностороннее путешествие в Мир Демонов, чтобы уничтожить Клипот и запечатать портал, прежде чем он разорвет Ред Грейв на части, а Неро, которому Вергилий перед уходом подарил свою книгу, возвращается в город. В мире демонов Данте и Вергилий продолжают соперничество, но уже как друзья и напарники.

## Разработка
Capcom подтвердили, что игра выйдет до апреля 2019 года. Разработка ведётся под началом ветерана серии Хидэаки Ицуно. В игре используется новый игровой движок Capcom RE Engine, который впервые был использован в Resident Evil 7: Biohazard. В интервью Ицуно рассказал, что они нацелены на фотореалистичный графический стиль. Так же, он подтвердил, что демоверсия будет доступна в августе 2018 года на Gamescom.

## Отзывы
| Сводный рейтинг       | Сводный рейтинг                     |
| Агрегатор             | Оценка                              |
| --------------------- | ----------------------------------- |
| GameRankings          | - PS4: 87,00 % - XONE: 87,85 %      |
| Metacritic            | PC: 90/100 PS4: 87/100 XBOX: 87/100 |
| Иноязычные издания    |                                     |
| Издание               | Оценка                              |
| Destructoid           | 10/10                               |
| Eurogamer             | 9/10                                |
| Famitsu               | 37/40                               |
| Game Informer         | 8,5/10                              |
| GameRevolution        | [ 21 ]                              |
| GameSpot              | 9/10                                |
| GamesRadar+           | [ 23 ]                              |
| IGN                   | 9,5/10                              |
| Jeuxvideo.com         | 18/20                               |
| PC Gamer (UK)         | 9/10                                |
| PC Gamer (US)         | 9/10                                |
| USgamer               | [ 28 ]                              |
| VideoGamer            | 9/10                                |
| The Daily Telegraph   | [ 30 ]                              |
| The Guardian          | [ 31 ]                              |
| Metro                 | 9/10                                |
| Русскоязычные издания |                                     |
| Издание               | Оценка                              |
| «Игромания»           | · «Выбор редакции»                  |
| «Игры Mail.ru»        | 9/10                                |
| «Канобу»              | 7/10                                |
| «Мир фантастики»      | 8/10                                |

Devil May Cry 5 получила «всеобщее признание» от критиков для версии Windows согласно агрегатору рецензий Metacritic, в то время как на версиях для PlayStation 4 и Xbox One игра получила «преимущественно положительные отзывы».

## Продажи
За первые две недели игра разошлась тиражом более 2 миллионов копий по всему миру. В Японии было продано примерно 116 202 физических копии для PS4 в течение недели его запуска, что сделало Devil May Cry 5 самой продаваемой игрой любого формата. В июне 2025 года издатель Capcom объявил, что продажи Devil May Cry 5 превысили отметку в 10 миллионов копий по всему миру, причём с момента премьеры аниме продажи выросли на 900 тысяч копий за два месяца.